# Europa Universalis IV

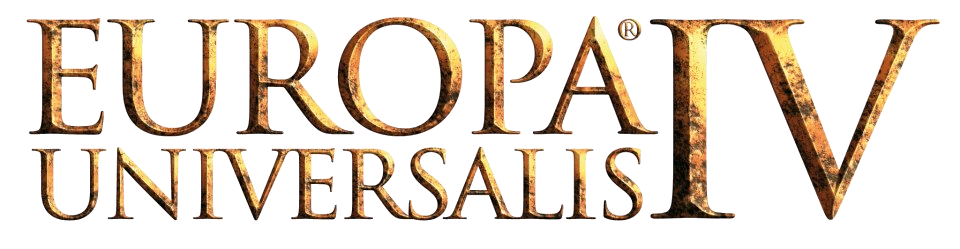
Simbolo del gioco

Europa Universalis IV è un videogioco strategico in tempo reale prodotto da Paradox Development Studio e pubblicato da Paradox Interactive. Il videogioco è stato messo in commercio il 13 agosto 2013. È disponibile per le piattaforme Windows, macOS e Linux, come annunciato dalla stessa società nel corso del 2013.

## Ambientazione
Il gioco è ambientato nel periodo storico che va dalle prime esplorazioni e colonizzazioni del Nuovo Mondo da parte degli Europei alle Guerre napoleoniche del XIX secolo: la data di inizio può essere scelta dal giocatore all'inizio della campagna di gioco che può andare dall'11 novembre 1444 (il giorno dopo la battaglia di Varna), prima della fine della Guerra dei cent'anni e della caduta di Costantinopoli, e continua lungo tutto il periodo storico delle grandi rivoluzioni inglese, americana e francese fino ad arrivare all'epoca delle Guerre napoleoniche concludendosi il 3 gennaio 1821.

## Modalità di gioco
Europa Universalis IV riprende e migliora sostanzialmente moltissime delle funzionalità introdotte dai precedenti capitoli di Europa Universalis, cercando però di introdurre interfacce utente più lineari e semplici, adatte sia a coloro che si avvicinano per la prima volta alla serie o ai giochi Paradox sia ai più esperti, che si ritroveranno con un gioco dalla rinnovata profondità, ma senza tutte quelle funzioni confuse e frustranti che potevano caratterizzare i capitoli precedenti della serie. Tutto questo è stato accompagnato da una grafica aggiornata, reduce dal grande successo di Crusader Kings II e che immerge il giocatore ancora più profondamente nella storia dell'epoca.
Europa Universalis IV fa parte di quel genere di giochi detti "4X", poiché esso permette di controllare un impero a propria scelta tra quelli presenti nell'epoca desiderata (si può infatti decidere da che anno, mese e giorno si vuole cominciare a giocare) e di "esplorare", "espandersi", "sfruttare" e "sterminare". In EUIV si può decidere se giocare in single player contro l'IA, in multiplayer via LAN oppure via internet con un misto di giocatori veri e stati controllati dall'IA.
- L'esplorazione è ricreata con l'uso di una nebbia detta "terra incognita" che rappresenterà le parti del mondo al tempo sconosciute e potrà essere dissipata usando esploratori e conquistadores. Alternativamente essa verrà sbloccata automaticamente man mano che il tempo passa, poiché terre ormai largamente conosciute da tutti.
- L'espansione è ricreata in diversi modi. Il giocatore può infatti annettere nuove terre al proprio stato grazie ad eredità, vassallizzando e conseguentemente annettendo diplomaticamente vari piccoli stati, conquistando con la forza e le armi le terre appartenenti agli altri stati oppure colonizzando nuove terre in America, Africa, Asia...
- Lo sfruttamento del mondo di gioco è ricreato tramite la gestione dell'economia del proprio paese e il controllo dei traffici internazionali. Si possono infatti costruire, ad esempio, vari edifici in grado di aumentare il rendimento delle proprie terre o il controllo sulle rotte commerciali.
- La guerra, può essere condotta sia su terra che in mare. Eserciti e flotte, controllati da generali e ammiragli, si possono infatti scontrare, determinando l'esito delle guerre (a differenza di altri titoli come Total War qui le battaglie non sono in tempo reale, ma schematizzate sulla schermata della campagna). Le guerre sono decise in base al "warscore" ovvero la somma dei punti dati dalle battaglie (maggiori sono le proporzioni di una battaglia, maggiore sarà il "warscore" dato al vincitore) dalla cattura delle regioni avversarie (più importanti economicamente sono, maggiori i punti dati) oppure dal blocco navale effettuato sulle regioni avversarie (maggiore è la rilevanza economica di un porto, maggiori saranno i punti una volta bloccato). Quando si raggiunge un certo "warscore" si possono dettare le condizioni per una pace con il paese avversario, che può passare dalle riparazioni di guerra, all'annullamento di alcuni trattati con altri paesi, fino all'annessione di alcuni territori nemici, o dell'intera nazione.

Nel corso del tempo Il Titolo ha subito significativi variazioni soprattuto nella conduzione delle Operazioni belliche e nella composizione degli eserciti, rimanendo per lo più stabile sulla gestione nella macro eccezion fatta per i mission trees che sono mutati molto nel corso del tempo modificando cosi il meta della nazione presa in esame soprattutto in ambito competitivo. L'esperienza di Gioco varia notevolmente in Base ai DLC posseduti dal giocatore. 

## DLC ed Espansioni
Sono stati distribuiti ad ora molti DLC che modificano l'aspetto, le musiche o gli eventi di alcune nazioni, detti "flavor DLC".
Vi sono poi invece le espansioni vere e proprie, che modificano più o meno radicalmente l'esperienza di gioco, aggiungendo una grande quantità di meccaniche. Alcune di queste meccaniche, a discrezione degli sviluppatori, vengono solitamente aggiunte in una patch gratuita per tutti, mentre le altre sono disponibili solo a pagamento.

### Espansioni
- Conquest of Paradise - Prima espansione distribuita per EU IV, aggiunge molti contenuti che riguardano soprattutto le Americhe quali nuove dinamiche per i nativi americani, la possibilità di giocare con le colonie e di generare un "nuovo mondo" completamente casuale ovvero completamente differente dalle Americhe reali.
- Wealth of Nations - Seconda espansione, concentrata principalmente sul commercio: vengono introdotte le compagnie commerciali dell'Asia e dell'Africa, la possibilità di giustificare guerre commerciali in nodi dove entrambe le potenze possiedono percentuali significative del commercio, di "supportare" i corsari nelle loro scorribande e di designare un porto come "capitale commerciale"; in più, vengono migliorate le meccaniche per i nodi commerciali che non hanno sbocchi sul mare.
- Art of War - Terza espansione, che aggiunge: meccaniche ed eventi inerenti alle guerre religiose e al miglioramento della diplomazia, come vendere surplus di armamenti o schierarsi con ribelli di altre nazioni, possibilità di abbandonare "core" a cui non si può far fronte; in più, viene facilitato il reclutamento di grandi armate, aggiunta la possibilità di dare obiettivi ai propri alleati in guerra come province specifiche della nazione nemica, completamente rinnovate meccaniche inerenti alla gestione dei ribelli, autonomia locale, nuovo sistema di gestione dei cardinali e infine una nuova mappa.
- Res Publica - Quarta espansione: si focalizza sulle forme di governo aggiungendone di nuove, migliorando il commerci e sulle idee diplomatiche.
- El Dorado - Quinta espansione: introduce un creatore di nazioni personalizzate, un nuovo mondo generato casualmente, espande le funzioni degli indigeni messicani e sud americani e permette nuove interazioni con le flotte come fare da privatisti oppure cacciare i pirati.
- Common Sense - Sesta maggiore espansione: introduce principalmente il sistema di sviluppo delle provincie che permette di renderle più ricche, producenti o militarizzate, sono stati aggiunti vari miglioramenti alle religioni e alle monarchie costituzionali, migliori interazioni tra lo stato soggetto e il suo padrone e l'aggiunta del focus nazionale (bonus +2) con cui decidere quale potere monarchico si vuole sviluppare di più (amministrativo, diplomatico o militare) nei successivi 15 anni di gioco.
- The Cossacks- Settima maggiore espansione: ha introdotto un sistema di fazioni che possono prevalere l'una sull'altra nell'amministrazione di uno stato (nobiltà, clero e borghesia), sono state migliorate le orde nomadi e sono stati aggiunti miglioramenti alla diplomazia (come far sapere il territorio che interessa o impostare un atteggiamento verso un'altra nazione).
- Mare Nostrum - Ottava espansione: tra le principali caratteristiche si hanno un miglioramento nella gestione delle flotte con l'introduzione del meccanismo dei marinai, un nuovo sistema di spionaggio, la possibilità di offrire i propri eserciti come mercenari ad altre nazioni e la possibilità di proseguire il gioco oltre il 1821.
- Rights of Man - Nona espansione: viene introdotto un nuovo sistema per la gestione delle tecnologie, implementata la meccanica delle grandi potenze che prevede nuove azioni diplomatiche, aggiunta la possibilità di governare per i consorti del regnante nel caso in cui l'erede sia assente o non abbia ancora raggiunto la maggiore età, i generali ora ottengono un bonus casuale in seguito ad una battaglia in base alla composizione dell'esercito a loro assegnato.
- Mandate of Heaven - Decima espansione: viene introdotto un sistema di ere storiche che permettono lo sblocco di abilità speciali e che influenzano i disastri nazionali, aggiunge inoltre delle nuove meccaniche per le nazioni cinesi.
- Third Rome - Undicesima espansione: vengono introdotte nuove meccaniche per le nazioni russe, dando a queste ultime la possibilità di realizzare icone ortodosse, rivendicare intere regioni, espandersi nelle provincie disabitate confinanti con la propria nazione con più facilità e rendere metropolitane le province di fede ortodossa più sviluppate.
- Cradle of Civilization - Dodicesima espansione: vengono introdotte nuove meccaniche per le nazioni musulmane.
- Rule Britannia - Tredicesima espansione: vengono introdotte nuove meccaniche per le nazioni britanniche e irlandesi, dando all'Inghilterra la possibilità di stabilire e diffondere l'Anglicanesimo e permettendo ai vari paesi del mondo di incentrarsi su specifiche dottrine navali, di avvantaggiarsi tecnologicamente attraverso l'innovazione e di espandere le istituzioni possedute alle nazioni in cui non sono presenti in cambio di sostegno economico.
- Dharma - Quattordicesima espansione: vengono introdotte nuove meccaniche per le nazioni indiane e per le compagnie mercantili.
- Golden Century - Quindicesima espansione: introduce la possibilità di espellere minoranze per poter colonizzare nuove province, la possibilità di creare repubbliche pirata, le navi ammiraglie e nuove missioni nazionali per nazioni iberiche.
- Emperor - Sedicesima espansione:  si concentra sul migliorare l'esperienza di gioco per le nazioni europee e aggiunge nuove meccaniche agli stati cattolici d'Europa, al Sacro Romano Impero e alle rivoluzioni di fine XVIII secolo oltre alla possibilità di reclamare un'egemonia militare o economica.
- Leviathan - Diciassettesima espansione: vengono introdotte nuove opzioni diplomatiche, nuove meccaniche durante i consigli di reggenza e per la religione totemista, nuove opzioni per sviluppare la propria nazione e l'aggiunta dei monumenti ovvero edifici che garantiscono bonus regionali e se potenziati anche globali.
- Origins - Diciottesima espansione: introduce nuove missioni nazionali e meccaniche uniche per varie nazioni africane, viene approfondita la fede ebrea e le nazioni ebraiche possono scegliere tra nove caratteristiche religiose per accentuare i loro punti di forza nazionali.
- Lions of the North - Diciottesima espansione: vengono introdotte nuove meccaniche per le nazioni che si affacciano sul baltico.
- Domination - Diciannovesima espansione: vengono introdotte nuove missioni nazionali, unità peculiari, nuove forme di governo ed eventi per Cina, Francia, Giappone, Gran Bretagna, Impero Ottomano e Spagna.
- King of Kings - Ventesima espansione: si concentra sulle nazioni islamiche del levante e del medio oriente.
- Winds of Change - Ventunesima espansione: vengono introdotte modifiche in varie regioni aggiungendo meccaniche uniche per nazioni nelle Americhe, in Italia, in Germania, in Persia e nelle steppe asiatiche; aggiunge nuove forme di governo e missioni nazionali.

## Accoglienza

### Critica
Europa Universalis IV ha ricevuto recensioni generalmente favorevoli. Su Metacritic ottiene un punteggio medio di 87 su 100. I critici hanno apprezzato i miglioramenti soprattutto di meccaniche e grafica rispetto ad Europa Universalis III. I pareri negativi invece riguardano i tutorial, le meccaniche di combattimento e i vari bug. L'espansione accolta peggio è stata Leviathan, con solo il 7% delle recensioni positive su Steam: i giocatori hanno criticato in particolar modo il gran numero di bug e di caratteristiche incomplete.

### Incassi
A febbraio 2021 il gioco ha superato i due milioni di copie vendute.

## Annuncio EU5
8 maggio 2025 dopo undici anni dal lancio del quarto capitolo è stato annunciato il quinto capitolo della saga.
  

Note
1. ↑   Paradoxplaza: EU IV, su paradoxplaza.com. URL consultato il 1º maggio 2019 (archiviato dall'url originale il 13 maggio 2014).
2. ↑   Paradox Development Studio, su paradoxplaza.com. URL consultato il 1º maggio 2019 (archiviato dall'url originale il 10 maggio 2014).
3. ↑   EU IV annunciato, su paradoxplaza.com. URL consultato il 1º maggio 2019 (archiviato dall'url originale il 21 maggio 2013).
4. ↑  EU IV 2013
5. ↑  [collegamento interrotto]
6. ↑  Annuncio della disponibilità su Mac OS X e Linux
7. ↑   Client Challenge, su forum.paradoxplaza.com. URL consultato il 26 luglio 2025.
8. ↑  (EN) Europa Universalis IV, su Metacritic. URL consultato il 5 luglio 2021.
9. ↑  (EN) Europa Universalis IV, su Gaming Nexus. URL consultato il 5 luglio 2021.
10. ↑   Recensione Europa Universalis IV, su Everyeye.it. URL consultato il 5 luglio 2021.
11. ↑  (EN) New Expansion Is Steam's Worst-Rated Launch Ever, su Kotaku. URL consultato il 5 luglio 2021.
12. ↑   Europa Universalis IV -, su SteamSpy - All the data about Steam games. URL consultato il 5 luglio 2021.